# Jamie Arnold
Pour les articles homonymes, voir Arnold.
Jamie Arnold, né le 10 mars 1975 à Détroit, aux États-Unis, est un joueur américain naturalisé israélien de basket-ball. Il évolue au poste d'ailier fort.